# Trigano (entreprise)
Pour les articles homonymes, voir Trigano.
Trigano est un groupe d'entreprises français créé en 1935 par Edgard Trigano, spécialisé dans la conception, la fabrication et la commercialisation de véhicules et d'équipements de loisirs. Acteur du marché du camping-car en France et en Europe, l'entreprise commercialise également du matériel de camping, des remorques, des caravanes et des services liés.

## Histoire
En 1935, la société Trigano est créée par Edgard Trigano, négociant en textile, (le fils de Raymond) dans « un petit atelier installé dans une baraque en bois » comme le décrit Gilbert le jeune frère d'Edgard qui sera embauché peu après. L'entreprise Trigano se spécialise alors dans la distribution d'articles de camping et de sport.
En 1936, les premiers congés payés font leur apparition en France, et les produits Trigano se positionnent sur la vente de toiles de tentes, et notamment la « canadienne », une petite tente rectangulaire à toile bleue ou orange, qui fut vendue à plusieurs millions d'exemplaires. 
En 1949, Gérard Blitz, le fondateur du Club Méditerranée, contacte l'entreprise Trigano Père et Fils afin d'obtenir du matériel et fait la connaissance de Gilbert Trigano. Ce dernier accepte de louer le matériel nécessaire à l'ouverture du tout premier village à Alcúdia aux Baléares, tentes et couchages. Par la suite, l'entreprise devient un temps actionnaire du voyagiste.
En 1971, après avoir acheté l'entreprise SEMM (Caravelair) deux ans plus tôt, Trigano commence la commercialisation de caravanes et propage sur les ondes nationales un slogan qui a marqué son temps : « Le camping, c'est Trigano ! ». 
Mais, après la crise pétrolière de 1973, le rachat de la marque de caravanes Caravelair est un échec. Le Crédit lyonnais prend alors le contrôle de Trigano en 1974 à la suite de mauvais résultats, en sortant la famille fondatrice,. 
En 1981, François Feuillet, placé par la banque, rejoint Trigano en tant que directeur général adjoint, chargé du redressement : il délocalise dans des pays à bas coûts certaines productions, ferme une usine française de caravanes et des points de vente. 
L'entreprise lance au sein de Trigano les activités de fabrication de camping-cars en 1984 au départ pour le carrossier Chausson (racheté par la suite). Bernard et François Feuillet rachètent Trigano à 50/50 puis en 1987, François Feuillet rachète la totalité de Trigano pour un franc symbolique. Dans les années qui suivent, il reconstitue les fonds propres de l'entreprise avant de se lancer dans des acquisitions.
En 1985, le groupe lance sa marque propre, Challenger et créé « Euro-Accessoires ».
En 1987, Trigano est privatisé.
En 1992, l'entreprise acquiert « Amca Noval » et l'année suivante il prend le contrôle de « Camping-cars Chausson ».
En 1998, la société Trigano fait son entrée en bourse et opère désormais une politique de développement par acquisitions :

Trigano rachète Autostar en 1998, 
En 1999, Caravans international et Auto-Trail,
En 2001 Arcaet ARCA et caravanes La Mancelle,
En 2002, Benimar,
En 2004, le groupe crée « Trigano van » et acquiert « Périgord VDL » et « Mecanorem »,
En 2005, « Eura Mobil », « Camping Profi » et « DRM » rejoignent le groupe,
En 2006, « Grove » est racheté.
En 2012, la société rachète le fabricant de remorques « Lider », confirmant son développement dans le domaine de la remorque, ainsi que « Notin »(camping-cars), « OCS Recreatie Groothandel BV » (accessoires) et le norvégien « Gaupen-Henger » (remorques).
Rejoignent le groupe, en 2013 « SEA », en 2015 « Luano Camp », en 2017 le britannique « Auto-Sleepers », « Adria », « Hubière » et « Michael Jordan Caravans ». Il prend également une participation de 85 % du capital de la société « Protej d.o.o », propriétaire du groupe slovène Adria Mobil, numéro 3 en Europe, permettant à l'entreprise de renforcer ses activités dans la branche loisir.
L'entreprise est numéro 1 de l’autocaravane en France et en Europe avec respectivement la moitié et un tiers de part de marché. Elle occupe toutes sortes de marchés de niche ou locaux, tel par exemple le fourgon aménagé, déclinaison plus petite du camping-car.
Début mai 2020, Trigano annonce un bénéfice net en recul de 8,7 % à 65,7 millions d'euros pour son premier semestre décalé (exercice de septembre à février 2020). Les chiffres en baisse n'incluent pas encore la crise du Covid-19 qui peut avoir un impact considérable sur Trigano au cours de son deuxième semestre. Il acquiert toutefois « Gimeg » et « Martins of Exeter ».
L’année 2021 marque une nette reprise de l’activité du groupe dans un contexte social favorable à l’activité « camping-car », en mai le groupe annonce pour le semestre allant de septembre 2020 à février 2021 un bénéfice net de 114,4 millions d'euros, en hausse de 74,1 % sur un an tandis que le résultat opérationnel a progressé de 69,5% à 151,4 millions, la marge a atteint 11,1%, contre 7,7% un an plus tôt et le chiffre d'affaires a atteint 1,37 milliard d'euros, en hausse de 17,6%. L'entreprise lance les vans Panama.

En décembre 2021, l'autorité de la concurrence donne le feu vert pour un rachat de trois grands réseaux de concessions de voitures de loisirs en France. « SLC », « CLC » et « GLA » vont en effet entrer dans le giron de Trigano, apportant ainsi 800 employés supplémentaires et plus de 350 millions d'euros de chiffre d'affaires.
Lors de son premier semestre décalé 2021-2022, Trigano dévoile avoir réalisé un chiffre d'affaires en hausse de 9,2 % à près d'1,5 milliard d'euros et un résultat net de 141,3 millions d'euros.

## Activités
L’activité du groupe Trigano s’organise autour de deux familles de produits, dont principalement, 24 marques de camping-cars en 2018 : 
| - Véhicules de loisirs, - Camping-cars (Entreprises françaises si non precisé) - Adria Mobil (Slovénie), - Arca (Italie) - Autostar, - Auto-Sleepers (Royaume-Uni), - Benimar (Espagne), - Challenger, - Chausson, - CI (Italie), - Eura-Mobil (Allemagne), - Font Vendôme, - Karmann Mobil (Allemagne), - Kentucky Camp (Italie), - McLouis (Italie), - Notin, - Randger, - Rimor (Italie), - Roller Team (Italie), - Sun Living (Slovénie), - Sunroller (Slovénie), - Tribute (Royaume-Uni), - - Caravanes : - Sterckeman - Caravelair - La Mancelle - Gruau - Jamet, etc , - Résidences mobiles et accessoires - Résidences Trigano - Équipement des véhicules de loisirs - Camping-Profi, - Euro Accessoires, - Clairval, - CMC Distribution | - Équipements de loisirs, - Remorques - Erka, - Sorel, - Trelgo, - Lider, - Remorques Franc, - Ecim, - Mecanorem, - etc. - Équipements de jardins - Jeux de plein air (Trigano Jardin, anciennement Amca) - Abris (Yardmaster) - Piscines (Trigano Jardin, anciennement Abak) - Matériel de camping - Tentes familiales et accessoires de camping (Trigano) - Tentes de randonnée et haute montagne (Jamet) - Matériel pour les collectivités (Plisson) - Auvents (Eurovent) - Caravanes pliantes (Raclet) - Lodges (Trigano HPA) - Matelas (Matelas Nomade) |

### Résidences Trigano

Logo de Résidences Trigano.

Résidences Trigano est une filiale spécialiste de la conception, de la fabrication et la commercialisation de mobile homes depuis 1998.

#### Historique
- 1998 : Naissance de la marque Résidences mobiles Trigano.
- 1999 : Les trois premiers prototypes voient le jour sur le site de Mamers (Sarthe). Démarrage de la fabrication sur le site de Portes-lès-Valence (Drôme).
- 2000 : Les deux lignes de production tournent à plein régime. Le constructeur propose cinq modèles de 18 à 38 m2.
- 2001 : Résidences Mobiles Trigano devient « Résidences Trigano ». Création de la gamme locative « Sympa ».
- 2003 : Résidences Trigano crée le Sympa 29 pour les handicapés moteurs.
- 2004 : La gamme résidentielle Horizons accueille cinq nouveaux modèles à la décoration plus chaleureuse et cossue.
- 2005 : Naissance de la gamme Élégante, une gamme intermédiaire au service à la fois des professionnels et des particuliers.
- 2006 : Création du Gaia Vision, un 36 m2, deux chambres, avec une baie vitrée panoramique dans le séjour. Ce produit est le premier modèle à être équipé d’une toiture 4-pentes.
- 2008 : Naissance des gammes Bastide et Bastide Luxe. Réorganisation de la société avec un renforcement des équipes. Développement du modèle Borie. Conception de la première résidence mobile photovoltaïque.
- 2009 : Ouverture d’une troisième ligne de production sur le site de Mamers.

## Actionnaires
Au 13 octobre 2021 :
| Nom                                             | Actions   | %     |
| François Marie Feuillet                         | 9 244 613 | 47,8% |
| Severine Soummer Feuillet                       | 966 825   | 5,00% |
| Alice Cavalier Feuillet                         | 966 816   | 5,00% |
| Harris Associates (en)                          | 762 955   | 3,95% |
| Norges Bank Investment Management               | 313 765   | 1,62% |
| Henderson Global Investors (en)                 | 241 590   | 1,25% |
| The Vanguard Group                              | 216 507   | 1,12% |
| JPMorgan Asset Management (UK)                  | 211 870   | 1,10% |
| Amundi Asset Management (Investment Management) | 191 204   | 0,99% |
| Dimensional Fund Advisors                       | 137 523   | 0,71% |